# Ordnungswidrigkeitsgesetzbuch (Russland)
Das russische Gesetzbuch Über die Ordnungswidrigkeiten (russisch Кодекс Российской Федерации об административных правонарушениях, КоАП РФ) eine kodifizierte Verordnung zur Regelung der öffentlichen Beziehungen zur Strafverfolgung für eine Ordnungswidrigkeit sowie zur Festlegung gemeinsamer Anfänge, einer Liste aller Ordnungswidrigkeiten (die auf regionaler Ebene ergänzt werden kann), der zuständigen Behörden, der Strafverfolgungsordnung und der Vollstreckungsverfahren für Verwaltungswidrigkeiten. Das Ordnungswidrigkeitsgesetzbuch in der aktuellen Fassung wurde von der Staatsduma am 20. Dezember 2001 verabschiedet und am 30. Dezember 2001 vom Präsidenten Russlands unterzeichnet. Es ist am 1. Juli 2002 in Kraft getreten.
Die Voraussetzungen und Rechtsfolgen strafbaren Handelns enthält das Strafgesetzbuch der Russischen Föderation, in Kraft getreten am 1. Januar 1997.
Abgrenzungsschwierigkeiten zwischen Verwaltungsstrafrecht und (Kriminal-)Strafrecht kommen in der Figur der strafbaren Übertretungen als Bestandteil des sog. Strafrechts im „weiteren“ Sinne zum Ausdruck.

## Struktur des Kodex der Russischen Föderation über Ordnungswidrigkeiten
Der Code der Russischen Föderation über Ordnungswidrigkeiten ist in 5 Abschnitte und 32 Kapitel unterteilt.
Abschnitt I enthält 4 Kapitel (1 bis 4). Es definiert die allgemeinen Grundsätze und Bestimmungen von Ordnungswidrigkeiten, die Grenzen der Wirkung des Verwaltungsrechts, die Form der Schuld, die administrative Strafe, seine Art, seine Ziele und die Reihenfolge der Zuordnung, die Fälle, in denen eine Person von der administrativen Verantwortung befreit werden kann, das Alter der administrativen Verantwortung, die Besonderheiten der administrativen Verantwortung von Minderjährigen, bestimmt.
Abschnitt II umfasst 17 Kapitel (5 bis 21) und beschreibt die Zusammensetzung bestimmter Ordnungswidrigkeiten und listet die Sanktionen (Arten und Größen von Strafen) für ihre Begehung auf. Die in diesem Abschnitt enthaltenen Artikel sind in Kapitel zu den Gesetzgebungsbereichen unterteilt.
Die Normen sind in den Artikeln des Kodex enthalten. Die meisten Artikel des Kodex sind in Teile unterteilt, die in einem separaten Absatz hervorgehoben sind und numerisch gekennzeichnet sind (1, 2, 3 usw.). Darüber hinaus enthalten einige Artikel des Kodex Anmerkungen, in denen administrative und rechtliche Konzepte offengelegt oder administrative und rechtliche Institutionen formuliert werden.
Der Kodex verwendet eine durchgehende Nummerierung für Abschnitte (römische Ziffern) und Kapitel (arabische Ziffern). Die mehrstufige Nummerierung für Artikel, z. B. die Nummerierung von Artikeln in Kapitel 14, sieht folgendermaßen aus: 14.1, 14.1.1, 14.1.1-1, 14.2, 14.3 usw., wobei die erste Ziffer die Nummer des Kapitels und die zweite und nachfolgende die Nummer des Artikels im Kapitel ist. Im Falle des Ausschlusses eines Artikels ändert sich die Nummerierung anderer Artikel nicht, und an der Stelle des ausgeschlossenen Artikels wird ein entsprechender Eintrag erstellt (das Bundesgesetz von DD ist ungültig.MM.YYYY Nr. <Nummer>-FZ) (russisch утратила силу — Федеральный закон от ДД.ММ.ГГГГ № <число>-ФЗ).
Abschnitt III umfasst 2 Kapitel (Kapitel 22 und Kapitel 23). Bestimmt die Gerichte, Behörden und Beamten, die befugt sind, Fälle von Ordnungswidrigkeiten zu behandeln.
Abschnitt IV umfasst 8 Kapitel (24 bis 30) und ist verfahrenswichtig. Bestimmt das Verfahren von der Einleitung eines Verfahrens über eine Ordnungswidrigkeit bis zur Entscheidung in Fällen von Ordnungswidrigkeiten.
Abschnitt V enthält 2 Kapitel (31 und 32 Kapitel) ist Exekutivcharakter. Bestimmt das Verfahren für die Ausführung von Beschlüssen in Fällen von Ordnungswidrigkeiten.
Im Folgenden findet sich eine detaillierte Struktur des Kodex.

### Abschnitt I. Allgemeine Bestimmungen
- Kapitel 1. Aufgaben und Grundsätze der Rechtsvorschriften über Ordnungswidrigkeiten
- Kapitel 2. Ordnungswidrigkeit und administrative Haftung
- Kapitel 3. Verwaltungsstrafe
- Kapitel 4. Zweck der Verwaltungsstrafe

### Abschnitt II. Ein besonderer Teil
- Kapitel 5. Ordnungswidrigkeiten, die die Rechte der Bürger verletzen
- Kapitel 6. Ordnungswidrigkeiten, die die Gesundheit, das gesundheitliche und epidemiologische Wohlergehen der Bevölkerung und die öffentliche Moral beeinträchtigen
- Kapitel 7. Ordnungswidrigkeiten im Bereich des Eigentumsschutzes
- Kapitel 8. Ordnungswidrigkeiten im Bereich des Umwelt- und Naturschutzes
- Kapitel 9. Ordnungswidrigkeiten in Industrie, Bauwesen und Energie
- Kapitel 10. Ordnungswidrigkeiten in der Landwirtschaft, in der Veterinärmedizin und in der Landgewinnung
- Kapitel 11. Ordnungswidrigkeiten im Verkehr
- Kapitel 12. Ordnungswidrigkeiten im Straßenverkehr
- Kapitel 13. Ordnungswidrigkeiten im Bereich Kommunikation und Information
- Kapitel 14. Ordnungswidrigkeiten im Bereich der Geschäftstätigkeit und der Tätigkeit selbstregulierter Organisationen
- Kapitel 15. Ordnungswidrigkeiten in den Bereichen Finanzen, Steuern und Abgaben, Versicherung, Wertpapiermarkt, Bergbau, Herstellung, Verwendung und Handhabung von Edelmetallen und Edelsteinen
- Kapitel 16. Ordnungswidrigkeiten im Bereich des Zolls (Verletzung der Zollvorschriften)
- Kapitel 17. Ordnungswidrigkeiten, die die Institutionen der Staatsgewalt beeinträchtigen
- Kapitel 18. Ordnungswidrigkeiten im Bereich des Schutzes der Staatsgrenze der Russischen Föderation und der Gewährleistung des Aufenthaltsregimes ausländischer Staatsangehöriger oder staatenloser Personen auf dem Territorium der Russischen Föderation
- Kapitel 19. Ordnungswidrigkeiten gegen Ordnungswidrigkeiten
- Kapitel 20. Ordnungswidrigkeiten, die die öffentliche Ordnung und die öffentliche Sicherheit beeinträchtigen
- Kapitel 21. Ordnungswidrigkeiten im Bereich der militärischen Buchhaltung

### Abschnitt III. Richter, Behörden, Beamte, die befugt sind, Fälle von Ordnungswidrigkeiten zu behandeln
- Kapitel 22. Allgemeines
- Kapitel 23. Richter, Behörden, Beamte, die befugt sind, Fälle von Ordnungswidrigkeiten zu behandeln

### Abschnitt IV. Verfahren wegen Ordnungswidrigkeiten
- Kapitel 24. Allgemeines
- Kapitel 25. Die Teilnehmer des Verfahrens in Fällen von Ordnungswidrigkeiten, ihre Rechte und Pflichten
- Kapitel 26. Der Gegenstand des Beweises. Beweise. Beweiswürdigung
- Kapitel 27. Anwendung von Maßnahmen zur Sicherstellung des Verfahrens in Fällen von Ordnungswidrigkeiten
- Kapitel 28. Einleitung eines Verfahrens wegen einer Ordnungswidrigkeit
- Kapitel 29. Behandlung eines Verfahrens wegen einer Ordnungswidrigkeit
- Kapitel 29.1. Rechtshilfe in Fällen von Ordnungswidrigkeiten
- Kapitel 30. Überarbeitung von Verordnungen und Beschlüssen in Fällen von Ordnungswidrigkeiten

### Abschnitt V. Vollstreckung von Verordnungen in Fällen von Ordnungswidrigkeiten
- Kapitel 31. Allgemeines
- Kapitel 32. Verfahren zur Ausführung bestimmter Arten von Verwaltungsstrafen

## Gesetzgebung der Subjekte (Regionen) Russlands
1.1 des Codes der Russischen Föderation über Ordnungswidrigkeiten, die russische Gesetzgebung über Ordnungswidrigkeiten besteht aus diesem Code und den in Übereinstimmung mit ihm angenommenen Gesetzen der Subjekte der Russischen Föderation über Ordnungswidrigkeiten. Das heißt, auf dem Territorium einzelner Subjekte der Russischen Föderation kann eine Verwaltungsstrafe für Handlungen festgelegt werden, die nicht im CODE der Russischen Föderation aufgeführt sind.
Gesetze der Subjekte der Russischen Föderation über Ordnungswidrigkeiten:
- Das Gesetz des Rostower Gebiets über Ordnungswidrigkeiten
- Das Gesetz von Moskau vom 21. November 2007 Nr. 45 „Code der Stadt Moskau über Ordnungswidrigkeiten“
- Gesetz der Republik Tatarstan vom 19.12.2006 Nr. 80-ZRT „Kodex der Republik Tatarstan über Ordnungswidrigkeiten“
- Das Gesetz der Region Tula Nr. 388 vom 9. Juni 2003 „Über Ordnungswidrigkeiten in der Region Tula“
- Der Kodex des Gebiets Tjumen über die administrative Verantwortung
- Gesetz „Über Ordnungswidrigkeiten in St. Petersburg“
- Regionalgesetz des Leningrader Gebiets vom 02.07.2003 N 47-oz „Über Ordnungswidrigkeiten“
- Gesetz der Region Krasnodar Nr. 608-KZ vom 23.07.2003 „Über Ordnungswidrigkeiten“